# Epeolus australis
Epeolus australis är en biart som beskrevs av Mitchell 1962. Epeolus australis ingår i släktet filtbin, och familjen långtungebin. Inga underarter finns listade i Catalogue of Life.